# Marek Krajewski
Pour les articles homonymes, voir Krajewski.
Marek Krajewski (né le 4 septembre 1966 à Wrocław) est un universitaire et écrivain polonais, auteur de romans policiers et de romans noirs à succès. Il reçoit la médaille d'argent du Mérite culturel polonais Gloria Artis en 2015.

## Biographie
Marek Krajewski est diplômé de philologie classique à l'Université de Wrocław où il a soutenu sa thèse de doctorat sur la prosodie et les emprunts grecs chez Plaute. Professeur assistant à l'Institut de philologie classique et de culture antique de la même Université en 1992, puis successivement maître de conférences et professeur de langue et de littérature classiques latines, il se consacre entièrement à l'écriture depuis 2007. 
Il est surtout connu pour ses romans policiers historiques dont l'action se situe dans la ville de Wrocław avant la Deuxième Guerre mondiale, c'est-à-dire dans la ville allemande de Breslau, et qui mettent en scène le commissaire de la brigade des mœurs Eberhard Mock, un trentenaire petit, trapu, au visage grêlé de tavelures qui souffre de rhumatismes et d'insomnies avec un faible pour l'alcool et la nourriture trop riche. 
L'auteur s'est intéressé très jeune à l'histoire de la ville où il est né en 1966. Aux termes des accords de Yalta, conclus en 1945 entre Staline, Roosevelt et Churchill, qui ont fortement modifié les frontières de la Pologne en les déplaçant vers l'ouest, l'est de l'Allemagne fut rattaché à la Pologne, et tous ses habitants allemands en furent expulsés. Ils furent remplacés par des Polonais originaires des régions de Lituanie, Biélorussie et Ukraine ayant appartenu à la Pologne dans l'entre-eux-guerres et qui furent annexées par l'URSS. C'est fut le cas de la famille de Krajewski venue de Lwów.  

## Œuvres

### Romans

#### SérieEberhard Mock
- Śmierć w Breslau (1999) - La Mort à Breslau, trad. Charles Zaremba, Paris, Éditions Gallimard, coll. « Série noire », 2012, 240 p. (ISBN 978-2-07-012250-9)
- Koniec świata w Breslau (2003) - Fin du monde à Breslau, trad. Charles Zaremba, Éditions Gallimard, coll. « Série Noire », 2011, 304 p. (ISBN 978-2-07-012248-6)
- Widma w mieście Breslau (2005) - Les Fantômes de Breslau, trad. Margot Carlier, Éditions Gallimard, coll. « Série Noire », 2008, 297 p. (ISBN 978-2-07-078277-2)
- Festung Breslau (2006) - La Forteresse de Breslau, trad. Laurence Dyèvre, Éditions Gallimard, coll. « Série Noire », 2012, 288 p. (ISBN 978-2-07-012251-6)
- Dżuma w Breslau (2007) - La Peste à Breslau, trad. Margot Carlier et Maryla Laurent, Éditions Gallimard, coll. « Série Noire », 2009, 258 p. (ISBN 978-2-07-012249-3)

#### SérieJarosław Patera
- Aleja samobójców (2008)
- Róże cmentarne (2009)

#### SérieEdward Popielski
- Głowa Minotaura (2009)
- Erynie (2010)
- Liczby Charona (2011)
- Rzeki Hadesu (2012)
- W otchłani mroku (2013)
- Władca liczb (2014)

## Adaptations
Ses œuvres, notamment la série Eberhard Mock, ont inspiré le film polonais Le Fléau de Breslau (Plagi Breslau) de Patryk Vega (2018).